# جانتيل لافندر
جانتيل لافندر (بالإنجليزية: Jantel Lavender)‏ مواليد 12 نوفمبر 1988 في كليفلاند، هي لاعبة كرة سلة أمريكية. بدأت مسيرتها الاحترافية في سنة 2011. تم اختيارها من قبل فريق لوس أنجلوس سباركس خلال الدرافت. تلعب مع لوس أنجلوس سباركس في دوري الاتحاد الوطني لكرة السلة النسائية كلاعب وسط. وتحمل الرقم 42. فازت بلقب دوري المحترفات.

## المسيرة الاحترافية
لعبت مع لوس أنجلوس سباركس في سنة 2011، ثم لعبت مع نادي بشكتاش لكرة السلة للسيدات في سنة 2011، ثم لعبت مع نادي سكيو لكرة السلة للسيدات في موسم 2012–2013، ثم لعبت مع نادي فنربخشة لكرة السلة للسيدات في سنة 2015.

## روابط خارجية
- جانتيل لافندر على موقع الاتحاد الدولي لكرة السلة (الإنجليزية)
- جانتيل لافندر على موقع الاتحاد الوطني لكرة السلة النسائية (الإنجليزية)
- جانتيل لافندر على موقع كرة السلة الأوروبية.كوم (الإنجليزية)
- جانتيل لافندر على موقع كلية كرة السلة في سبورتس رفرنس.كوم (الإنجليزية)
- جانتيل لافندر على موقع بروبوليرز (الإنجليزية)
- جانتيل لافندر على موقع سبورتس رفرنس (الإنجليزية)